# Pernille Gooch
Pernille Birgitte Ellis Gooch, född 18 maj 1948, är lektor i humanekologi vid Lunds universitet.

## Biografi
Gooch avlade filosofie kandidatexamen i socialantropologi vid Lunds universitet 1987, och disputerade år 1998 vid samma lärosäte för filosofie doktorsgraden på avhandlingen At the Tail of the Buffalo: Van Gujjar pastoralists between the forest and the world arena. Hon har i olika former tjänstgjort som lektor vid Humanekologiska avdelningen vid Lunds universitet sedan 1995. Hennes forskning rör klimatförändringarnas påverkan på människan i allmänhet, och människor i Himalaya i synnerhet.
Hon har varit styrelseledamot i ett antal lärda sällskap, däribland Nordic Association for South Asian Studies, European Society for Rural Sociology och Sveriges Antropologförbund.